# 소냐 키르히베르거

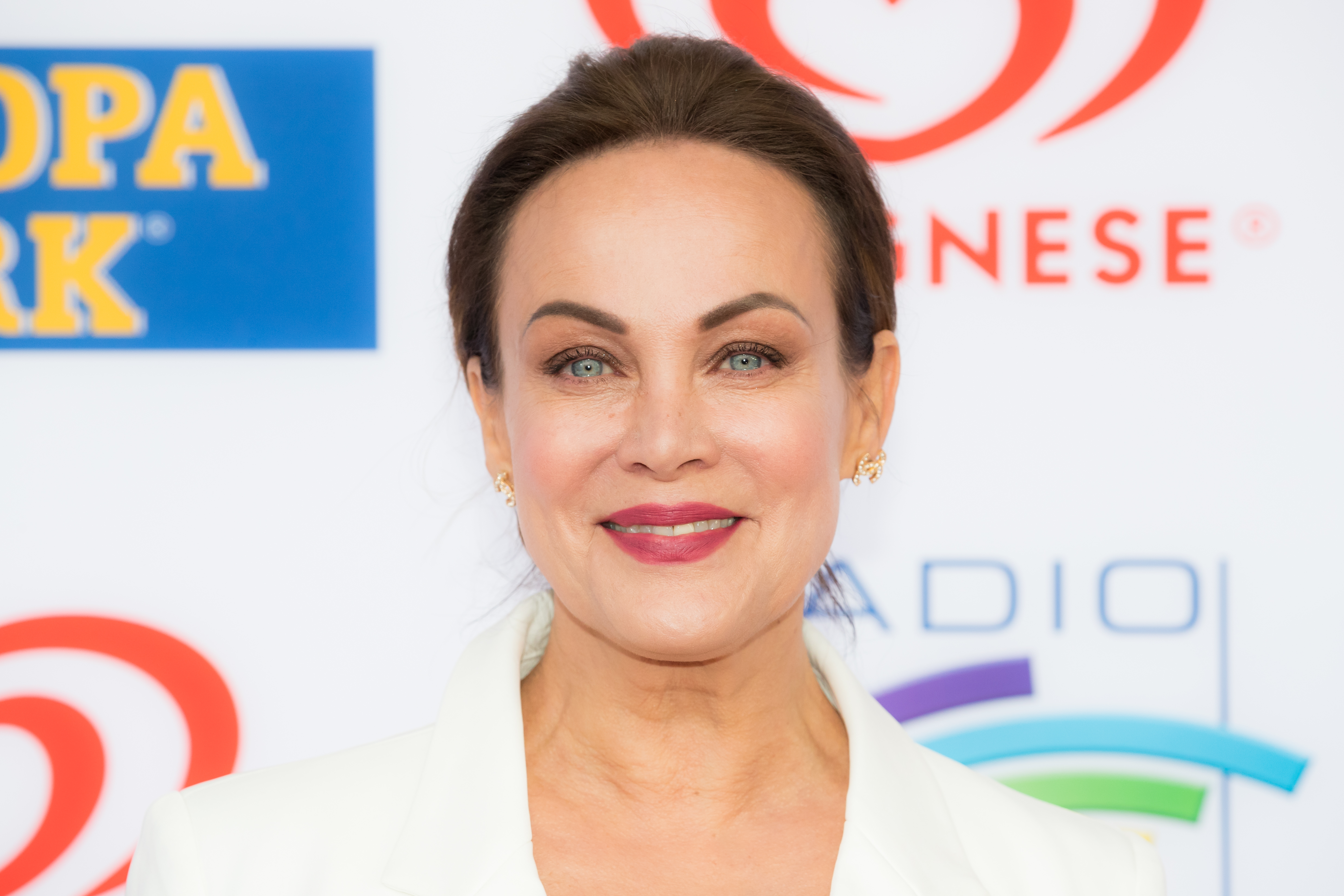

소냐 키르히베르거(독일어: Sonja Kirchberger, 1964년 11월 9일 ~ )는 오스트리아의 배우이다.
빈에서 태어났다.

## 영화
- 톰 소여 앤 허클베리 핀 (2013년)
- 스웜 2 (2008년) - 수잔나 베르그만 역
- 더 러너 (2000년)
- 지골로 다이얼 L을 돌려라 (1998년)
- 7명의 하인들 (1996년)
- 치킨 (1995년)
- 비너스의 덫 (1988년)